# Таберлаане
Та́берлаане (эст. Taberlaane) — деревня в волости Антсла уезда Вырумаа, Эстония.

## География и описание
Расположена в 29 км к западу от уездного центра — города Выру, граничит с волостным центром — городом Антсла. Высота над уровнем моря — 72 метра.  
По территории деревни течёт ручей Ламбаханна.
Климат умеренный. Официальный язык — эстонский. Почтовый индекс — 66417.

## Население
По данным переписи населения 2021 года, в Таберлаане насчитывалось 60 жителей, из них 59 (98,3 %) — эстонцы.
По данным переписи населения 2011 года, в деревне проживали 63 человека, все — эстонцы.
Численность населения деревни Таберлаане по данным переписей населения:
| Год  | 1959 | 1970 | 1979  | 1989 | 2000 | 2011 | 2021 |
| ---- | ---- | ---- | ----- | ---- | ---- | ---- | ---- |
| Чел. | 51   | ↘ 37 | ↗ 108 | ↘ 94 | ↗ 99 | ↘ 63 | ↘ 60 |

## История
Таберлаане — это деревня, возникшая после земельной реформы 1919 года на землях мызы Альт-Анзен (нем. Schloß Alt-Anzen, Вана-Антсла, эст. Vana-Antsla) и деревни Няссмыйза (эст. Nässmõisa). Своё название получила от леса под названием Табырлаан (эст. Tabõrlaan). В свою очередь, лес, вероятно, получил название от фамилии лесника — Таббори Мика (Tabbori Mik). 
В 1977 году, в период кампании по укрупнению деревень, с Таберлаане была объединена часть деревень Кобела (эст. Kobela) и Няссмыйза (эст. Nässmõisa). 

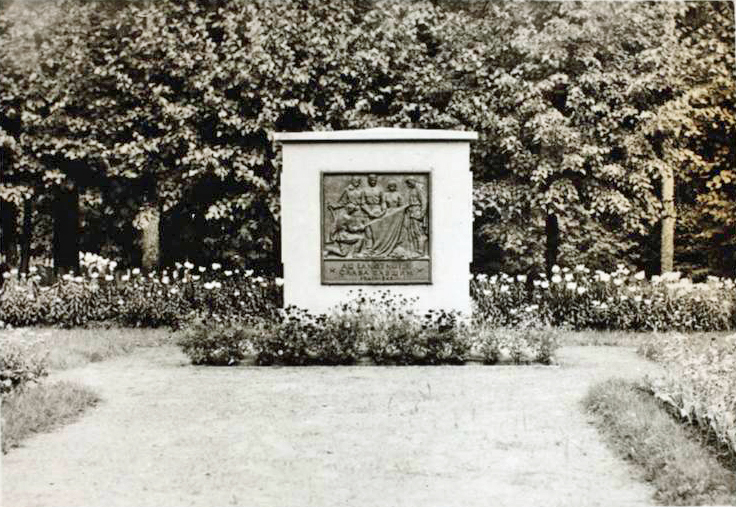
Советский памятник на братской могиле павших во II мировой войне в Таберлаане, 1954 год. Демонтирован в 2023 году

В советское время Таберлаане относилась к колхозу «Линда». В деревне работало Антслаское отделение Таллинского производственного трикотажного объединения «Марат». 
В 1954 году на находящейся на территории Таберлаане братской могиле советских воинов, павших в Великой Отечественной войне (исторический памятник с 1997 до 2023 года), был установлен памятник с надписью «Слава павшим 1941—1945». Могила находится на Лесном кладбище Антсла. В протоколе от 30 ноября 2022 года рабочая группа по советским памятникам при Госканцелярии Эстонии (РГСП) признала памятник «красным монументом», подлежащим замене на т. н. «нейтральный». Памятник был демонтирован в 2023 году (см. Список советских военных памятников Эстонии).

## Комментарии
1. ↑  Эстонские топонимы, оканчивающиеся на -а, не склоняются и не имеют женского рода (исключение — Нарва)[13].